# Terrel Castle
Terrel Ray Castle (Jeanerette, 12 settembre 1972) è un ex cestista statunitense naturalizzato bosniaco.

## Carriera
Con la Bosnia ed Erzegovina ha disputato i Campionati europei del 2003.

## Palmarès
- Coppa di Bosnia ed Erzegovina: 1

Sloboda Tuzla: 1999